# Леовігільд
Леовігільд (Liubagilds; близько 519 — 21 квітня 586) — король вестготів у 568—586 роках. Значно зміцнив та розширив кордони своєї держави.

## Життєпис

### Внутрішня політика
Походив з Септиманської династії. Син графа Ліуверіка. Про молоді роки немає відомостей. Піднесення статусу відбулося після обрання у 568 році його брата Ліуви I новим королем вестготів. Десь наприкінці 568 або на початку 569 року Леовігільд стає співолодарем брата. Під його керування відійшли Лузітанія, вестготська частина Бетіки, центральні райони Іспанії.
Незабаром після отримання влади Леовігільд оженився на вдові короля Атанагільда (доньці короля Амаларіха з династії Балтів). Це було зроблено для зміцнення прав на корону.
Спочатку Леовігільд зміцнив внутрішнє становище держави, придушивши численні повстання та заколоти знаті. Для придушення бунтівних магнатів і селянських повстань Леовігільд спирався на королівських дружинників — букцеляріїв і сайонів, а також на народне ополчення, що складалося з вільних вестготів. За свою службу вони отримували від короля земельні володіння.
Королівські землі утворилися з колишніх імператорських доменів у центрі країни і Бетіці, вони поповнювалися за рахунок конфіскацій у повсталих аристократів. Тих, хто чинив опір він стратив, майно їх переходило у власність короля, внаслідок чого фінансове становище країни стало покращуватися. Прагнення Леовігільда збільшити фонд королівських земель і стало однією з причин походів проти Свевського королівства і візантійських володінь в Іспанії.
Водночас Леовігільдом проводилися сильні гоніння на християн-ортодоксів. Багато з них були приречені на вигнання, голод, позбавлені майна, запроторені до в'язниці, піддані побиттю і загинули від різних покарань.
Разом з тим намагався посилити значущість та престиж королівської влади. Відповідно до Ісидора Севільського він «першим сів на трон у королівських шатах; Бо доти володарі носили той же одяг і сиділи на тих же сидіннях, що і решта народу».

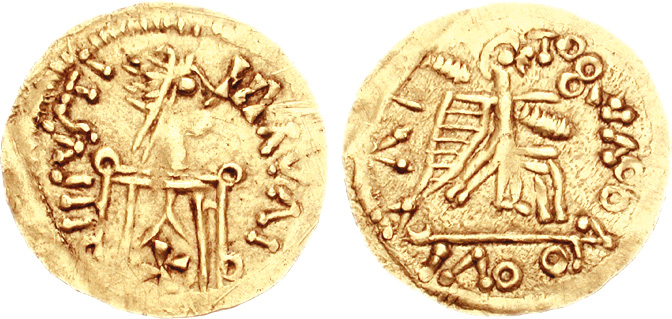
Золоті монети Леовігільда

Леовігільд першим з вестготських королів наказав карбувати золоті монети зі своїм ім'ям і зображенням. До 578 року як зразок використовували візантійські монети. Після короткого перехідного періоду, коли написи на монетах свідомо робилися нечитабельними (так званий «обманний шрифт»), Леовігільд перейшов до карбування власних монет. При цьому він вживав епітети, запозичені з титулів римських імператорів (pius — «благочестивий» і felix — «щасливий»). У монетній справі відбулося повернення до римських зразків. Король наказував закарбувати в монетних легендах важливі події свого правління. Після завоювання Севільї були випущені монети з написом: «З Богом завоював він Севілью». Після зайняття Кордови написи свідчили: «Він двічі захопив Кордову».

Міста Вестготського королівства, де знаходились монетні двори

Цілям внутрішньої консолідації держави служила і нова кодифікація вестготського права, яка дійшла лише в складі Редакції Реккесвінта. Висхідні до Переглянутої Збірки Леовігільда закони позначаються там як «стародавні». Переглянута Збірка ґрунтувалася на Кодексі Ейріха і Римському Законі вестготів (Бревіарій Аларіха), з яких було запозичено безліч статей. Так, до римського права сходить визнання рівних прав на спадщину у доньок і синів. Леовігільд скасував заборону на шлюби між римлянами і готами. Також усувалося особливе становище готів у суді. Основною метою законодавчої діяльності Леовігільда було остаточне зрівняння в правах обох етнічних груп вестготської держави.
У 578 році у внутрішніх областях Іспанії король заснував місто, назване на честь його другого сина Реккополісом. Це місто, закладено було десь у провінції Гвадалахара. Воно повинно було стати новою столицею Вестготського королівства. Для жителів нового міста король встановив привілеї.

#### Заколот Херменегільда
У 579 році король виділив синові Херменеґільду окрему область зі столицею у Севільї. Останній отримав права самостійного володаря. Цим загальна влада короля над Піренейським півостровом послабилася. Того ж року Херменегільд підняв у Севільї повстання і перейшов до ортодоксального віросповідання (прийняв при хрещенні ім'я Йоан), сподіваючись використати в своїх цілях напруженість між ортодоксами і аріанами. Роздування конфесійних протиріч призвело до кризи в державі. Втім, заклик заколотника до послідовників ортодоксального християнства проявити солідарність зі своїм новим одновірцем не знайшов помітного відгуку. Також мало прихильників він знайшов серед ортодоксального єпископату. Його підтримував родич Леандер Севільський, у той час як Масон Меридський, гот за походженням, зайняв вичікувальну позицію.
Ерменегільд активно шукав союзників. Він уклав угоду з візантійцями, яким передав Кордову. Свою допомогу запропонував і король свевів Міро. Вважається, що існували також якісь зв'язки з франкськими родичами дружини Інгунди. Так, на підтримку Ерменегільда виступив Меровінг Гунтрамн, король Бургундії, в той час як Хільперік I, через свої розбіжностей з Гунтрамном, підтримав Леовігільда.
Сам Леовігільд, сподіваючись на примирення, спочатку не робив ніяких дій. Тільки в 582 році він рушив проти свого сина. Облога Севільї тривала понад рік. Після того, як була відбита спроба короля свевів прийти на допомогу обложеним, Ерменегільд у 583 році втік у Кордову до візантійців. Проте, підкупивши візантійського губернатора, Леовігільд повернув місто під свою владу. Ерменегільд сховався в церкві і залишив її, тільки отримавши обіцянку, що його життю ніщо не загрожує. Його було заслано до Валенсії, а пізніше в Таррагону, де 586 року було вбито. Згодом Ерменегільда було канонізовано. Дружина Інгунда залишилася у візантійців і померла по дорозі до Константинополя.

#### Церковна політика
Леовігільд намагався унормувати конфесійні протиріччя, що існували в його державі. Король прагнув до конфесійного об'єднання всіх громадян на ґрунті аріанства. У 580 році в Толедо відбувся аріанський собор (перші та єдині збори подібного роду в королівстві вестготів), на якому йшлося про те, щоб звернути іспано-римлян в аріанство.
Аріанські єпископи заявили про свою відмову від обряду повторного хрещення, що було невід'ємною частиною навернення, і про своє визнання ортодоксально-нікейського таїнства хрещення. Крім того, Леовігільд ввів шанування реліквій і мучеників, що було невідоме аріанській церкві. Видиме зближення з ортодоксальною позицією сталося і в догматичному аспекті. Леовігільд вважав виправданим називати Христа рівним Отцю, в той час як до нього Син визнавався лише подібним Йому.
Він використовував вмовляння, винагороди та загрози, а в надзвичайних випадках вдавався до заслання. Масона Меридського і Йоана Бікларського було відправлено у заслання. Водночас аріанській церкві були даровані всі мислимі переваги. Так, аріани отримали в своє володіння безліч ортодоксальних церков у Мериді. Релігійні дискусії, улюблений засіб аріанської пропаганди, повинні були публічно демонструвати перевагу цієї конфесії. Гнучка тактика Леовігільда в релігійних питаннях виявилася досить вдалою. В аріанство перейшов навіть один ортодоксальний єпископ — Вінцент Сарагоський. Втім, решта єпископату залишився на своїх позиціях, тим більше що Леовігільд не заперечував проти призначень на вакантні єпископські кафедри.
Смерть короля в 586 році в Толедо поклала кінець його церковній діяльності.

### Зовнішня політика

Землі зайняті Леовігільдом у візантійців (позначено рожевим кольором)

Попервах розпочав боротьбу з візантійцями за відвоювання Бетіки. При цьому він, ймовірно, із самого початку прагнув об'єднати під своєю владою весь Піренейський півострів. У 569 році виступив проти свевів, завдавши поразки їх королю Теодемару, захопивши міста Паленсія, Замора і Леон, але не зміг зайняти Асторгу.
Протягом 570—573 років, скориставшись бездарними діями візантійського імператора Юстина II, король вестготів зумів захопити значну частину Візантійської Бетіки. Основні події відбулися у 571—573 роках, коли були відвойовані міста Медіна, Сидрнія та Кордова. У супротивника залишилися під владою лише прибережні міста.
Наприкінці 571 або на початку 572 року, після смерті Ліуви I, Леовігільд приєднав до своїх володінь Тарраконську Іспанію та Септиманію. З цього моменту він став одноосібним володарем королівства вестготів.
Після цього він рушив до Північної Іспанії, де все ще зберігали свою незалежність племена саппів і кантабрів. Область саппів, що розташовувалася, недалеко від Саламанки, була захоплена й повністю включена до складу Вестготської держави. У 574 році король переміг кантабрів, захопивши їхню столицю Амайю (сучасна провінція Бургос). Кантабрійські землі також були включені до складу королівства вестготів.
У 575 році переміг державу Аспідія, що до тих пір зберігала незалежне становище в «арегенських горах» (поки не піддається ідентифікації місцевість на північному заході Іспанії). Леовігільд захопив родину Аспідія та перевіз до Толедо його скарбницю. Слідом за цим захоплено область Сабарія. З метою зміцнення королівської влади, сини Леовігільда були призначені правителями захоплених земель і стали співволодарями короля.
Потім Леовігільд приступив до підкорення держави свевів. Після низки успішних походів у 576 році уклав зі свевським королем Міро тимчасове перемир'я. Причини, що викликали зупинення походу, залишилися невідомими.
У 577 році Леовігільд атакував область Ороспеда (у верхів'ях Гвадалквівіра), що знаходилася у прикордонній смузі між Вестготською державою і Візантією й зберігала на той час свою незалежність. Леовігільд захопив цю країну, яка знаходилася під управлінням знаті. Після того, як в Ороспеду увійшли війська Леовігільда, в містах спалахнуло повстання містян, яке, втім, було з легкістю придушене.
Продовжуючи політичний курс Атанагільда, Леовігільд одружив старшого сина на Інгунді (Інгонде), доньці короля франків Сігіберта I, що була також онукою королеви Госвінди. Планувалося весілля молодшого сина з дочкою Хільперіка I, брата Сігіберта, яку звали Рігунта, але воно не відбулося.
У 581 році він пішов походом на басків, що також вступили в союзні відносини з Ерменегільдом. У результаті частина їхньої території була завойована Леовігільдом. Щоб зміцнитися на цих землях, Леовігільд заснував «місто Перемоги» — Вікторіакум (сучасне місто Віторія).
Скориставшись негараздами і боротьбою за престол, що відбувалися у Королівстві свевів після смерті Міро, вестготи вдерлися на їхню територію, перемогли свевів у битві при Бразі, захопили короля Аудеку, його столицю і скарби. Полоненого короля було пострижено у ченці. Франки намагалися надати свевам допомогу і послали їм флот. Проте, кораблі, які відплили з Галлії до Галісії, були розграбовані за наказом короля Леовігільда, товари відняті, люди побиті та вбиті, а деякі відведені в полон. Лише небагатьом з них якимось чином вдалося врятуватися. У 585 році після придушення полководцями Леовігільда повстання якогось Маларіка, держава свевів стала провінцією Вестготського королівства.
У відповідь на дії вестготів у 585 році два франкських війська рушили на Ним і Каркассон. Утім погано керовані війська, ведені нездатними воєначальниками, вбивали і грабували жителів своєї ж власної країни, влаштовували пожежі, не гребуючи навіть пограбуванням церков і вбивством церковнослужителів. Перше військо дійшовши до Каркассона, увійшло в нього без будь-якого опору, оскільки жителі добровільно відкрили ворота. Потім же, невідомо з якого приводу, між ними і жителями міста виникла сутичка, і вони, втративши в цій сутичці свого воєначальника графа Теренціола, залишили місто. Вояки другого війська дійшли до Німа, пограбували всю область, спалили будинки, випалили посіви, вирубали оливи, порубали виноградники, але, не будучи в змозі завдати шкоди мешканцям, що сховалися за стінами, вирушили до інших міста. Втім франки не зуміли захопити жодного міста, лише сплюндрували їх передмістя.
Леовігільд послав проти них сина Рекареда з великим військом. Військам Гунтрамна довелося перейти до оборонних дій і відступити. Відступ проходив по територіях ними ж самими розграбованими і сплюндрованим, тому воїни Гунтрамна стали страждати від голоду і вмирати. До того готи, нападаючи на них з засідок, багатьох з них пограбували і вбили. До нападу вестготів приєдналися напади жителів їх же власної країни. Втративши від мору і в сутичках, за словами Григорія Турського, понад 5 тисяч вояків і покинувши не лише награбоване, але й своє майно, війська Гунтрамна відступили до Бургундії.
За цих обставин вестготи перейшли у наступ, зайнявши фортецю Кабаре і спустошивши велику частину області Тулузи. Потім Рекаред, у результаті потужного штурму, оволодів добре укріпленою фортецею Угерн (сучасний Бокер в Арльский провінції), розташовану на березі річки Рона. Потім він разом із захопленим майном і полоненими відійшов до міста Нім.
У 586 році Рекаред продовжив дії проти франків у Септіманії, дійшовши до Нарбонни і, захопивши багату здобич, повернувся до батька переможцем. Під час правління Леовігільда мирний договір з Гутрамном, незважаючи на численні дипломатичні контакти, так і не було укладено.

## Родина
1. Дружина — Феодосія Картахенська
Діти:
- Ерменегільд (д/н-586), чоловік Інгуди, доньки короля Сігіберта I
- Рекаред (д/н-601), король у 586—601 роках

2. Дружина — Госвінда, донька короля Амаларіха.
дітей не було